# ダシュラート・マンジー
ダシュラート・マンジー（英語: Dashrath Manjhi、1929年1月14日  - 2007年8月17日）は、「マウンテン・マン（Mountain Man）」としても知られている 、インドのビハール州ガヤー市近郊にあるジェラー村の労働者である。
1959年、山での転落事故によって妻を亡くした彼は、ハンマーとノミだけを使って、近郊の町との往来を阻む丘の尾根に道を切り開くことを決意した。22年の歳月をかけて、マンジーは長さ110 m、幅9.1 m、深さ7.7 mの道を切り開き、ガヤー県のアトリ（ジェラー村北西の町）とワジルガンジー（ジェラー村南の町）の間の移動距離を55 kmから15 kmにまで短縮した。彼は自分の仕事を認めてもらうために首都ニューデリーを訪れ、当時のビハール州のニティッシュ・クマール首相から表彰された。2016年、インド郵便は彼をモチーフにした切手を発行した。

## 若年期
ダシュラート・マンジーは、インドのカースト制度の中でも最下層に位置するムサハール／Bhuiyaの家庭に生まれた。10代の頃には、ビハール州都パトナのモカマ・ガット支部のカビール派の信徒となり、ベジタリアンを実践していた。また、彼は若くして家を飛び出し、ダンバードの炭鉱で働いていた。その後、彼はジェラー村に戻り、ファルグニ・デヴィ（英語: Falguni Devi）と結婚した。

## 妻の事故死と道路建設
ジェラー村に戻った後、マンジーは農業労働者になった。ジェラー村は、今も昔も資源の乏しい小さな村で、平地にありながら村の南側には石英の急峻な尾根（ラージギル丘陵の一部）があり、ジェラー村の南に位置するワジルガンジーとの交通アクセスを妨げていた。
1959年、マンジーの妻ファルグニ・デヴィが山から落ちて重傷を負った。山から落ちた原因については、村から離れた尾根の南側で仕事をしなければならないマンジーに水や昼食を運ぶため、岩の多い尾根を横切る細い道を歩いているときに負傷したという報告や、尾根越えの道が治療の遅れと関連してはいるが、ファルグニ・デヴィの怪我とは関連していないなどの報告がある。ファルグニ・デヴィはその後亡くなった。尾根の南側からラージギル丘陵を迂回して医者のいる最寄りのアトリまで向かうルートは55 kmもあったためである。
この経験から、マンジーは自分の村をより便利にするために、丘陵地の南北を最短で往来できる車道を作ることを決意した。社会のために何かしなければならないと感じ、自分の村が医療を受けやすくなるように、尾根を切り開くことを決めたのである。この結果として、彼は岩の稜線に長さ110 m、深さ7.7 m、幅9.1 mの道を作り上げた。彼は「岩山を（ハンマーとノミで）打ち始めたとき、人々は私を狂人と呼んだが、それが私の決意を固めることになった」と語っている。
彼は22年間（1960年 - 1982年）で道を完成させた。この道ができたことによって、ガヤー県のアトリ～ワジルガンジー間の距離が55 kmから15 kmに短縮され、マンジーの仕事はジェラー村の人々の生活を楽にした。マンジーはのちに、「最初はほとんどの村人が私をバカにしていたが、後になって食べ物をくれたり、道具を買うのを手伝ってくれたりと、私に協力してくれる人が何人もいた」と語っている。
2007年に彼が亡くなった後、ジェラー村とワジルガンジ－、アトリ、ガヤーとを結ぶ公道が、彼の切り開いた場所に作られた。

## マンジーの死
マンジーは胆嚢癌と診断され、2007年7月23日にニューデリーのAll India Institutes of Medical Sciences (AIIMS)に入院し、2007年8月17日に同病院で逝去した。彼の死に際し、ビハール州政府により国葬が行われた。
この偉業により、マンジーは「Mountain Man」として知られるようになった。また、ビハール州政府は、2006年に社会貢献部門のパドマ・シュリー勲章に彼の名前を提案している。
2016年12月26日、インド郵便から「ビハール州の人物」シリーズとして、ダシュラート・マンジーをモチーフにした切手が発売された。

## 大衆文化において
ダシュラート・マンジーの物語は、少なくとも1つのドキュメンタリーと、映画やテレビでのいくつかのドラマの題材となっている。
その最初のものは、1998年に公開されたカンナダ語映画「Bhoomi Thayiya Chochchala Maga」のマンジーをモデルにした脇役だった。マンジーのストーリーは、後のカンナダ語映画、2011年のジャヤティールタの「Olave Mandara」でも脇役として登場している。
2011年、映画局の下でクムド・ラーンジャン・ムリックが、マンジーの人生を題材にしたドキュメンタリー映画『The Man Who Moved the Mountain』を制作した。
2015年8月、ケタン・メータのヒンディー語映画『マンジー山の男』が公開され、好評を博した。ナワーズッディーン・シッディーキーがマンジー役を演じ、ラーディカー・アープテーがファルグニ・デヴィ役を演じた。
2014年3月に放送されたアーミル・カーン司会のテレビ番組『Satyamev Jayate」』シーズン2の第1話は、ダシュラート・マンジーに捧げられた。また、アーミル・カーンとRajesh Ranjanは、マンジーの息子夫婦であるBhagirath ManjhiとBasanti Deviに会い、金銭的援助をすることを約束した。しかし、Basanti Deviは、医療費が払えないために2014年4月1日に亡くなった。

## ギャラリー

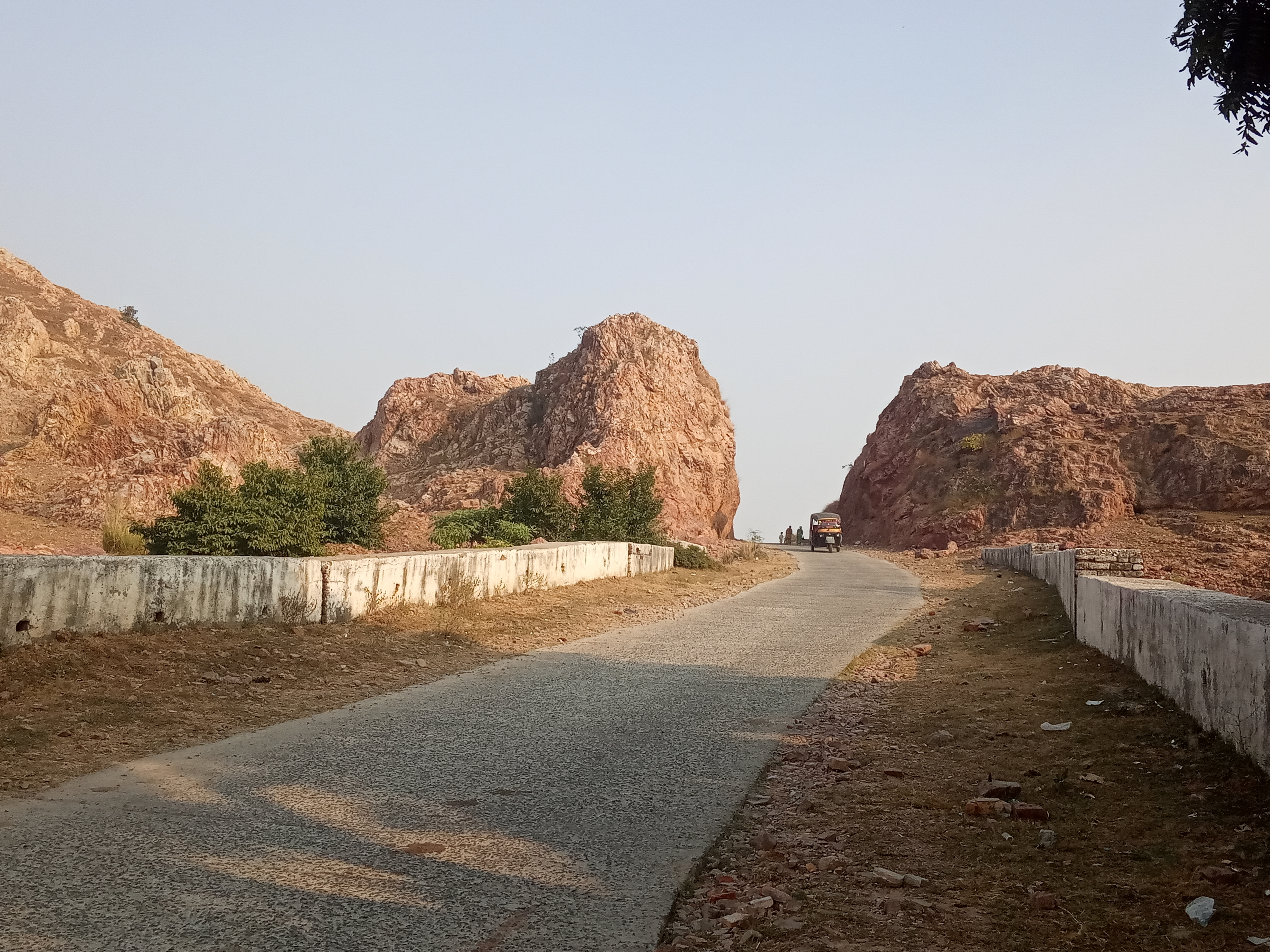
マンジーが切り開いた岩山を通る道
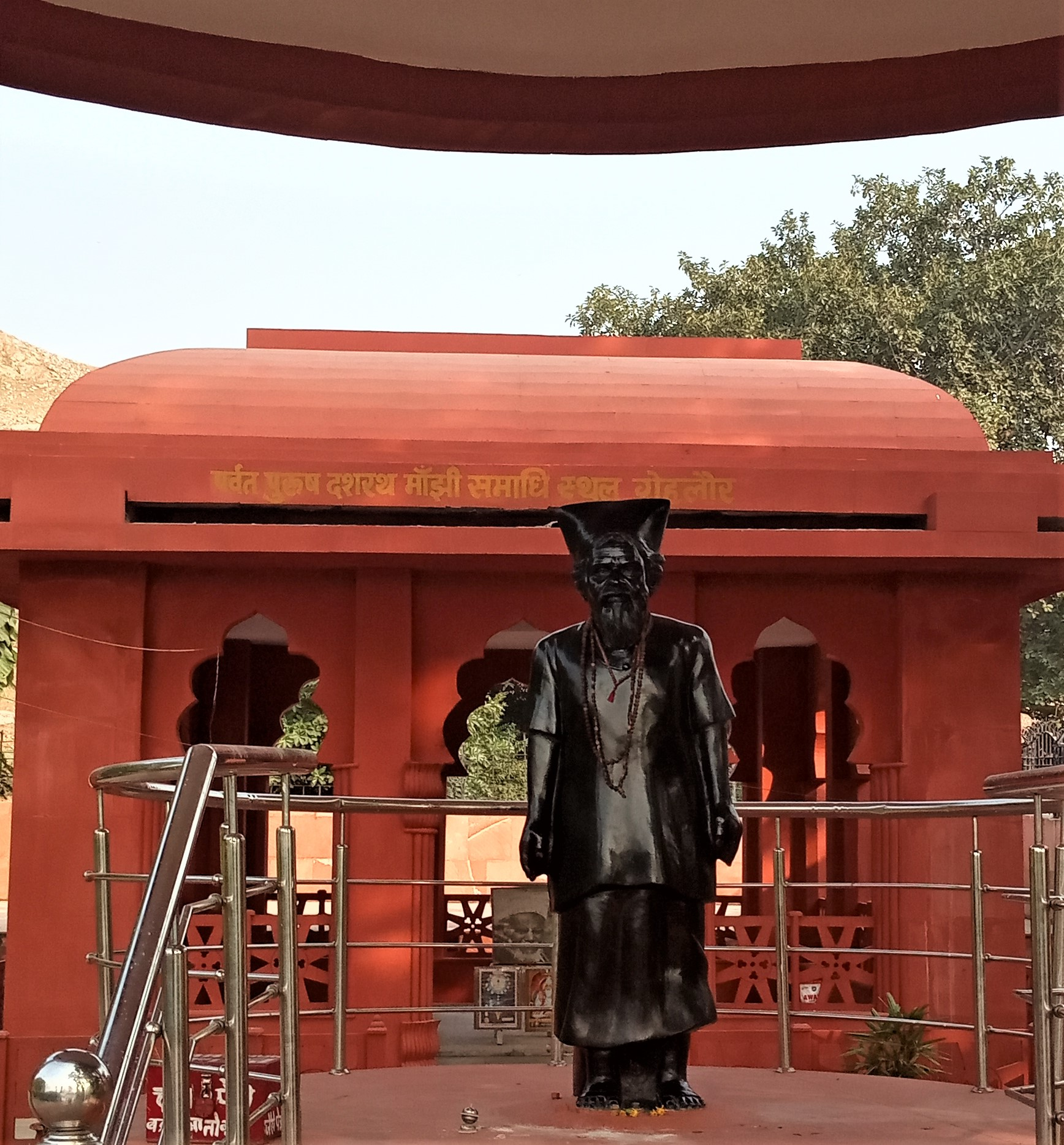
ジェラー村にあるマンジーの記念碑と銅像
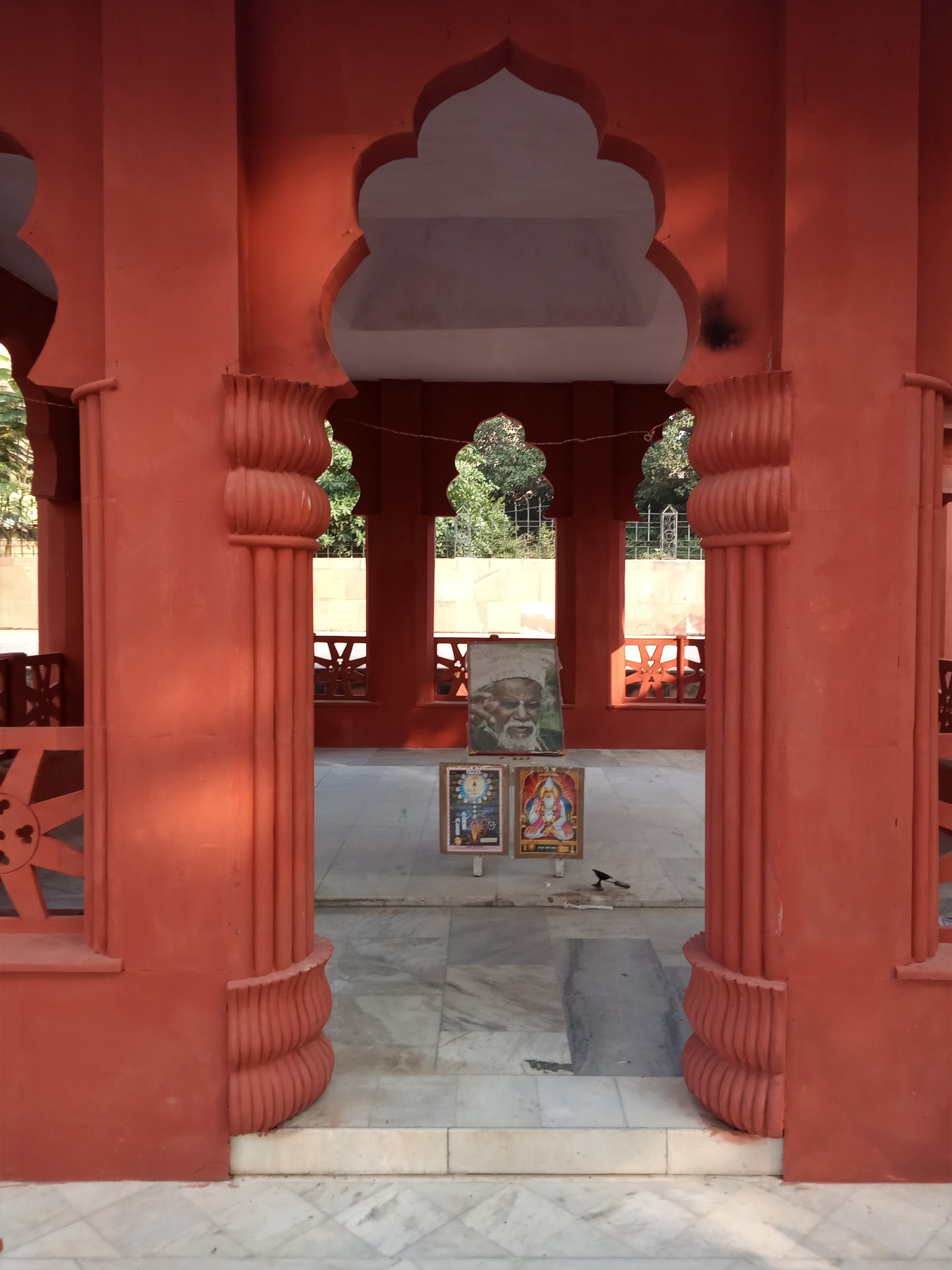
マンジーの記念碑
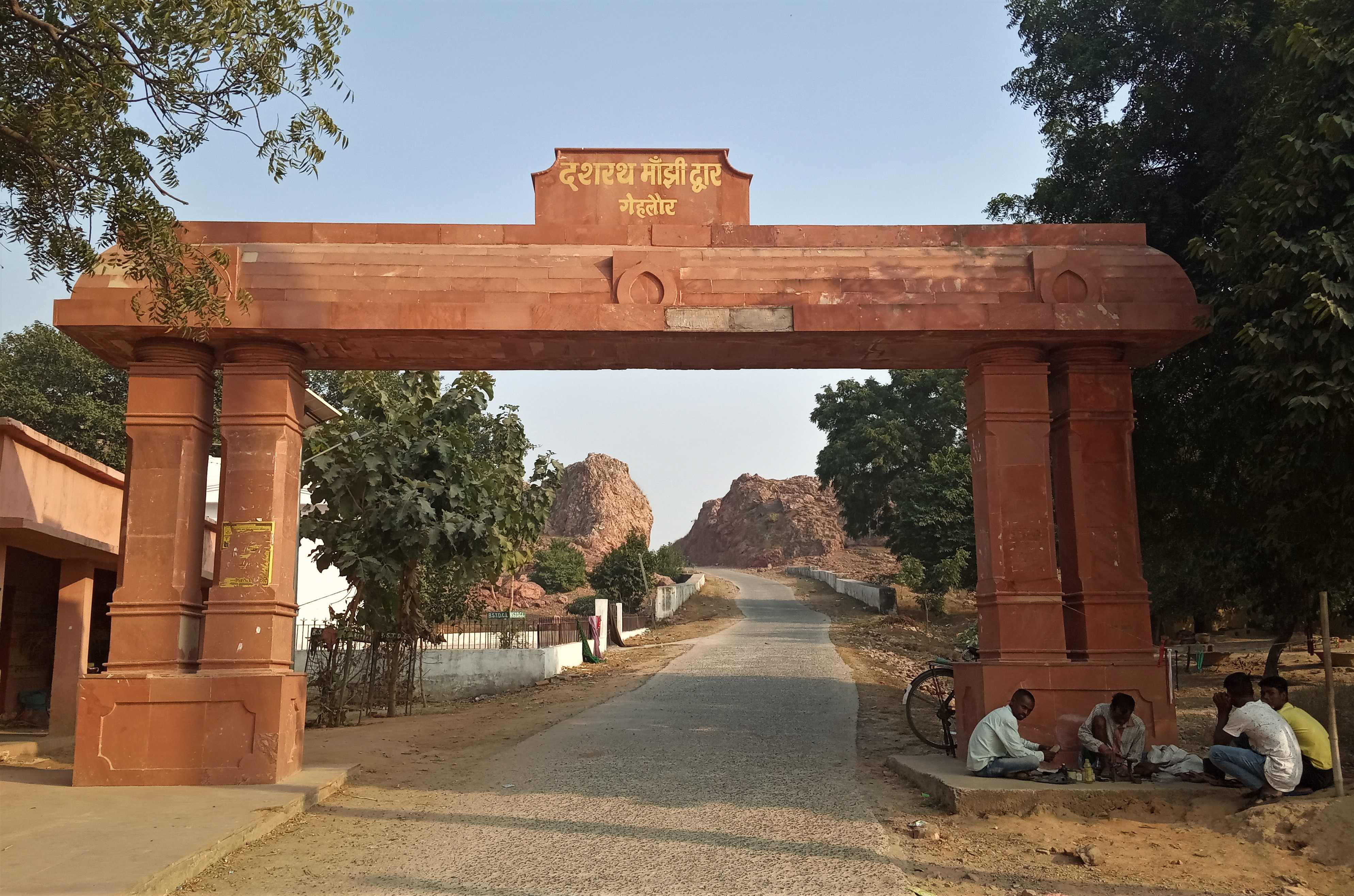
Gehlaur Ghati方面へ向かう道の入場門
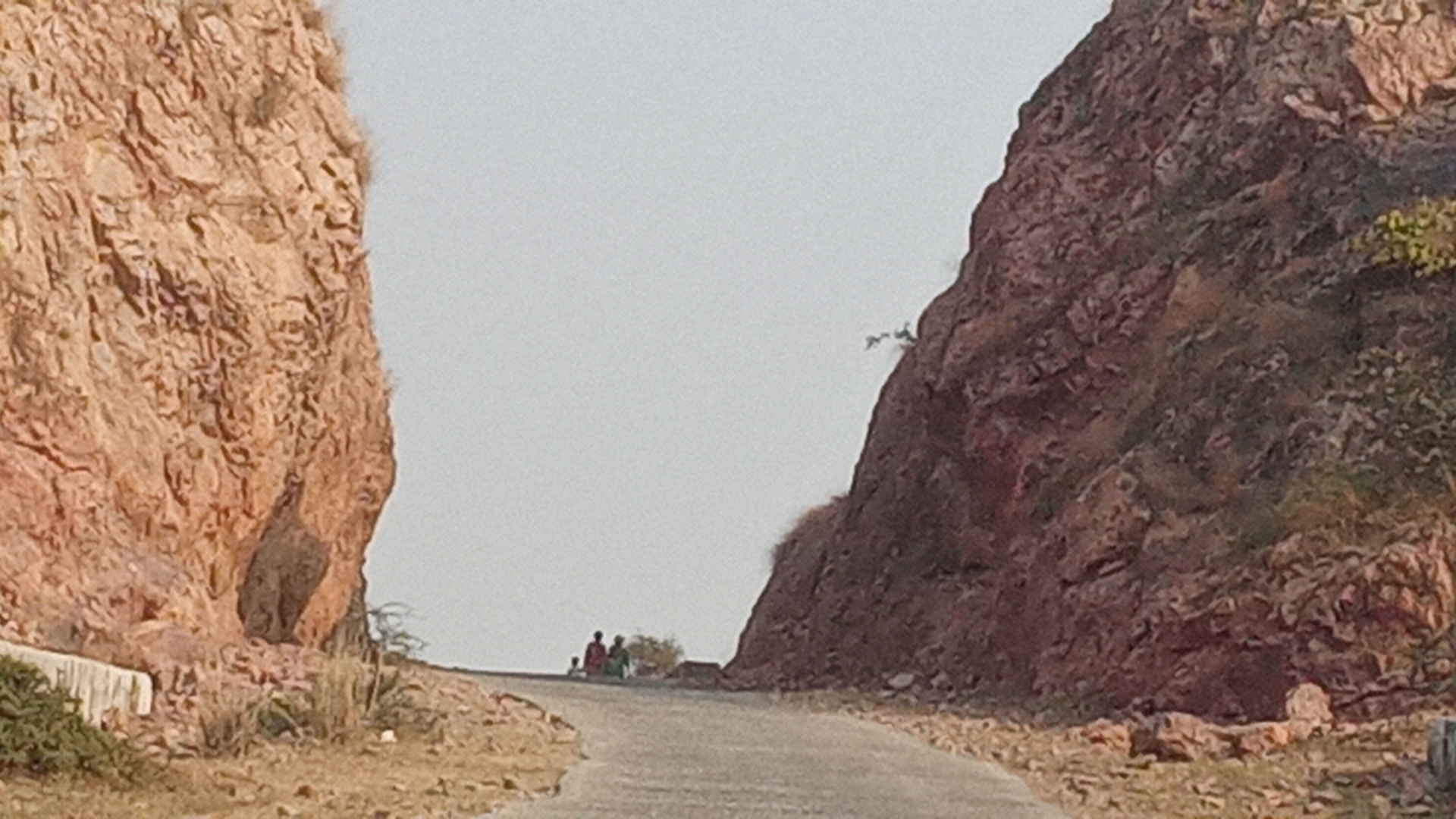
マンジーが22年の歳月をかけて手作業で切り開いた岩山